# Goldruten-Mönch
Der Goldruten-Mönch (Cucullia gnaphalii) (englisch Cudweed) ist ein Schmetterling (Nachtfalter) aus der Familie der Eulenfalter (Noctuidae).

## Merkmale

### Falter
Die erwachsenen Falter sind ab der Dämmerung aktiv, erreichen eine Flügelspannweite von 36 bis 40 mm und fliegen in einer Generation pro Jahr, von Ende Mai bis Mitte Juli.

### Raupe

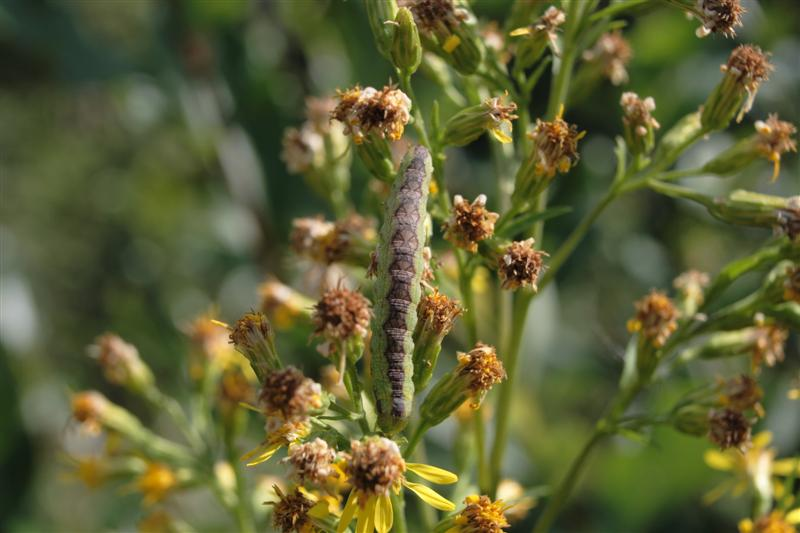
Raupe der Cucullia gnaphalii

Erwachsene Raupen sind meist tiefgrün und tragen einen breiten rotbraunen Rückenstreifen. Ihren Seiten weisen ebenfalls rotbraune Punkte auf, der Kopf ist wieder tiefgrün. Sie ernähren sich von den Blüten und Blättern der Gewöhnlichen Goldrute (Solidago virgaurea), der Kanadischen Goldrute (Solidago canadensis), von Wermutkraut (Artemisia absinthium) und von Beifuß (Artemisia vulgaris) und verstecken sich tagsüber unter den Blättern in Bodennähe. Die Art überwintert im Puppenstadium in einem zähen, irdenen Kokon, der sich in der Regel unter oberirdischem Schutt oder 2 bis 3 cm unter der Erde befindet.

## Geographische Verbreitung
Der Goldruten-Mönch ist von fast ganz Europa (außer Irland und dem größten Teil der Balkanhalbinsel) bis zur Türkei, Transkaukasien, der Mongolei und dem Sajangebirge verbreitet.

## Gefährdung
Da der Goldruten-Mönch inzwischen nur noch sehr selten aufzufinden ist, wird er in der Roten Liste gefährdeter Arten als vom Aussterben bedrohte Art aufgeführt. In Deutschland gehört Cucullia gnaphalii inzwischen zu den streng geschützten Schmetterlingen.